# Симала
Сѝмала (на италиански и на сардински: Simala) е село и община в Южна Италия, провинция Ористано, автономен регион и остров Сардиния. Разположено е на 155 m надморска височина. Населението на общината е 358 души (към 2010 г.).